# Rénald Clérismé
Jean-Rénald Clérismé ou Raynald Clérismé (né en 1937 et décédé le 29 octobre 2013), est un homme politique haïtien. Ministre des Affaires étrangères et des Cultes du 9 juin 2006 au 5 septembre 2008.
Il est de 2001 à 2003, l'ambassadeur de son pays auprès de l'Organisation mondiale du commerce.